# Erich von Holst
Erich Walther von Holst (28 novembre 1908 à Riga - 26 mai 1962 à Herrsching am Ammersee) est un biologiste du comportement animal et neuroéthologue allemand.

## Repères familiaux
Né à Riga, dans ce qui est alors le gouvernement de Livonie, Erich von Holst est le descendant d'une famille de pasteurs dont les racines remontent jusqu'au XVIe siècle. La famille de von Holst comprend également l'historien Hermann Eduard von Holst (1841 - 1904). Les parents de Erich von Holst sont psychiatres, Walther von Holst et son épouse Dora, né Dehio.

## Parcours académique et professionnel
Erich von Holst passe ses années d'école à Gdańsk avant d'étudier à l'université de Kiel, à l'université de Vienne et à l'université Humboldt de Berlin. Son doctorat qu'il reçoit en 1932 sous la supervision de Richard Hesse porte sur le thème des études sur la fonction du système nerveux central chez le ver de terre. L'année suivante, von Holst reçoit, une bourse pour la poursuite de ses études sous la direction d'Albrecht Bethe, directeur de l'Institut de physiologie animale à l'université Goethe de Francfort, où il continue principalement à mettre au point sa méthodologie expérimentale.
Durant les années 1934-1936, il est assistant de recherche à la station zoologique de Naples dans le domaine de la cinétique. Ces recherches portent sur les effets des forces et de leur coordination relative concernant le vol des oiseaux. En 1937, Erich von Holst rejoint l'Institut de zoologie de l'université de Berlin comme assistant. À Berlin, le 12 février 1937, il rencontre pour la première fois Konrad Lorenz, qui a convaincu ceux qui assistaient à sa présentation de l'inexactitude de la théorie de la chaîne de réflexe, largement acceptée à l'époque. En 1938, von Holst est habilité comme assistant principal à l'Institut de zoologie de l'université de Göttingen.
En 1946, von Holst devient professeur de zoologie et directeur de l'Institut de zoologie de l'université de Heidelberg. En 1949, il est l'un des cofondateurs de ce qui deviendra plus tard l'Institut Max-Planck de biologie marine à Wilhelmshaven (renommé par la suite Institut Max-Planck de biologie cellulaire). Il y dirige un département de physiologie sensorielle et d'étude sur le comportement des poissons. À l'automne 1950, il participe également à la création d'un centre de recherche pour l'éthologie dont les travaux s'inspirent des conceptions de Konrad Lorenz. En 1954, von Holst fonde l'Institut Max-Planck de physiologie comportementale à Seewiesen, en Bavière auquel participe Lorenz. En 1957, il devient membre de la Leopoldina.

## Travaux
Von Holst est connu pour son travail avec Konrad Lorenz (1903 - 1989) concernant les processus endogènes de génération de stimuli et de coordination centrale comme base physiologique du comportement. Cette idée réfute la "théorie du réflexe" existante voulant que le comportement soit basé sur une chaîne de réflexes.
Von Holst postule que la configuration de base du système nerveux central est composée d'une « cellule » produisant une stimulation endogène de façon permanente, mais est empêché d'activer son effecteur par un autre « cellule » qui produit également une stimulation endogène produisant un effet inhibiteur. Cette inhibition de la « seconde cellule » se trouve influencée par un récepteur, pour arrêter sa fonctionnalité inhibitrice précisément au bon moment. De cette manière, la stabilité physiologique normal se trouve atteinte.
De ses études sur les poissons, il développe deux principes fondamentaux pour décrire les propriétés de coordination des « oscillateurs neuronaux » :
- Beharrungstendenz : une tendance d'un oscillateur à maintenir un rythme régulier. Cela inclurait des mouvements tels que la respiration, la mastication et la course, ce que von Holst a appelé les états de la coordination absolue.
- Magneteffekt : décrit comme un effet qu'un oscillateur exerce sur un autre oscillateur d'une autre fréquence pour le coupler à sa propre fréquence de sorte qu'il apparaisse "magnétique".

Le résultat de l'interaction et de la lutte entre ces deux principes (Beharrungstendenz et Magneteffekt) créer un nombre infini de couplages variables, et, en substance, forme un état de relative coordination.
En 1950, il établit avec Horst Mittelstaedt, le « principe de réafférence » (Das Reafferenzprinzip) concernant la façon dont un organisme est capable de séparer les stimuli sensoriels réafférents (auto-généré) des stimuli sensoriels exafférent (généré extérieurement). L'usage de ce concept concerne largement les processus interactifs entre le système nerveux central et de sa périphérie.
À l'université de Göttingen, il fait des recherches approfondies impliquant la mécanique du vol ailé, et construit de nombreuses répliques réalistes d'oiseaux et d'autres créatures volantes, qui comprend des modèles de ptérosaures et libellules.
Erich von Holst est un expérimentateur techniquement très doué. Les résultats de ses recherches sont caractérisées par Bernhard Hassenstein en huit points:
- Détection de l'activité physiologique intrinsèque du système nerveux central ,
- Découverte et exploration de l'effet-M[6] relatif à la locomotion des vertébrés,
- Description de l'interaction des différentes parties de l'aile durant le  vol des oiseaux, ainsi que la clarification du principe du vol chez les libellules,
- Découverte du cisaillement concernant la stimulation adéquate des cellules sensorielles,
- Découverte du principe de réafférence (réglage de consignes lors de la réalisation du mouvement) - en collaboration avec Horst Mittelstaedt (principe de réafférence de von Holst et Mittelstaedt),
- Reconnaissance du réflexe intrinsèque comme une partie fonctionnelle d'une « boucle esclave »,
- Interprétation des illusions optiques géométriques en tant que puissance constante au service de la vision spatiale,
- Détermination des contextes fonctionnels du comportement instinctif par des expériences de stimulation cérébrale chez les poulets.

## Mariages et loisirs
Erich von Holst est aussi un musicien passionné. Essentiellement autodidacte, il commence assez tard, à savoir 17 ans, à apprendre à jouer de l'alto. Il aime jouer de la musique en quartet ou en tant que soliste.
Il épouse en 1936 Hildegard Schwaller et, en secondes noces, en 1951, Eveline Grisebach, fille de l'historien d'art August Grisebach. Il meurt en 1962 à Herrsching am Ammersee, à l'âge de 53 ans, de problèmes cardiaques dont il souffrait depuis l'enfance. Son fils, Dietrich von Holst, né en 1937 à Dantzig, est également biologiste.